# العذارب (بعدان)

تعديل مصدري - تعديل

العذارب هي إحدى قرى عزلة العذارب بمديرية بعدان التابعة لمحافظة إب، بلغ تعداد سكانها 1524 نسمة حسب تعداد اليمن لعام 2004.